# Anna Massey
Anna Raymond Massey CBE (Thakeham, 11 de agosto de 1937 — Londres, 3 de julho de 2011) foi uma atriz britânica premiada com a BAFTA pelo papel de Edith Hope na adaptação televisiva do romance Hotel du Lac, de Anita Brookner.